# Fétizon氧化反应
Fétizon氧化反应是以负载于硅藻土的碳酸银作为氧化剂，对伯醇和仲醇的氧化反应。这种氧化剂又称Fétizon试剂，于1968年由Marcel Fétizon首次使用。它是一种温和的试剂，适用于对酸和碱敏感的化合物。Fétizon试剂有很强的反应性，可以将二醇的羟基氧化，将半缩醛氧化为内酯。